# Distrito de Begusarai
Begusarai (en bihari; बेगूसराय जिला) es un distrito de India en el estado de Bihar. Código ISO: IN.BR.BE.
Comprende una superficie de 1 917 km².
El centro administrativo es la ciudad de Begusarai.

## Demografía
Según censo 2011 contaba con una población total de 1 604 148 habitantes.